# Lamprosema poeonalis
Lamprosema poeonalis là một loài bướm đêm trong họ Crambidae.